# Ali Khalafalla
Ali Ahmed Mahmoud Ali Khalafalla (in arabo على أحمد محمود على خلف الله‎?; Il Cairo, 13 maggio 1996) è un nuotatore egiziano.

## Biografia
Ha rappresentato l'Egitto ai Giochi olimpici estivi di Rio de Janeiro 2016, classificandosi al 23º posto nei 50 metri stile libero.

## Palmarès
- Giochi panafricani

Casablanca 2019: oro nei 50m sl, argento nei 100m sl, nei 50m farfalla, nella 4x100m sl, nella 4x100m misti, nella 4x100m sl mista e nella 4x100 m misti mista.
Accra 2024: oro nei 50m sl e nei 50m farfalla, argento nella 4x100m sl mista.
- Campionati africani

Algeri 2018: oro nei 50m sl, nella 4x100m sl, nella 4x100m misti e nella 4x100m sl mista, argento nei 100m sl e nei 50m farfalla, bronzo nei 100m dorso.
Accra 2021: oro nei 50m sl e argento nei 100m farfalla.
- Giochi del Mediterraneo

Tarragona 2018: bronzo nei 50m sl.